# Kanton Saint-Léger-sous-Beuvray
Kanton Saint-Léger-sous-Beuvray (francouzsky Canton de Saint-Léger-sous-Beuvray) je francouzský kanton v departementu Saône-et-Loire v regionu Burgundsko. Tvoří ho sedm obcí.

## Obce kantonu
- La Comelle
- Étang-sur-Arroux
- La Grande-Verrière
- Saint-Didier-sur-Arroux
- Saint-Léger-sous-Beuvray
- Saint-Prix
- Thil-sur-Arroux